# رومن تريفونوف
رومن تريفونوف (بالبلغارية: Румен Трифонов)‏ هو لاعب كرة قدم بلغاري في مركز ظهير ‏، ولد في 21 فبراير 1985 في Kozloduy ‏ في بلغاريا. لعب مع سسكا صوفيا وفيهرين ساندانسكي وميدز ليجنيكا ونادي لوكوموتيف صوفيا.

## وصلات خارجية
- رومن تريفونوف على موقع قاعدة بيانات كرة القدم.إي يو (الإنجليزية)
- رومن تريفونوف على موقع Soccerway.com (الإنجليزية)
- رومن تريفونوف على موقع عالم كرة القدم.نت (الإنجليزية)